# Лаптево-2
Лаптево-2 или Лаптево-Колхозное — деревня в Печорском районе Псковской области России. Входит в состав сельского поселения «Паниковская волость».
Расположена на западе волости, на границе (в 0,3 км) с Эстонией, в 15 км (или в 30 км по дорогам) к югу от центра города Печоры и в 4 км к северо-западу от волостного центра, деревни Паниковичи.

## Население
Численность населения деревни составляет 12 жителей (2000 год).
| 2001 | 2002 | 2010 |
| ---- | ---- | ---- |
| 12   | ↘8   | →8   |

## Топографические карты
- O-35-080-c Масштаб: в 1 км 500 м Госгисцентр